# Мілдред Адамс Фентон
Мілдред Адамс Фентон (англ. Mildred Adams Fenton; 14 листопада 1899 — 7 грудня 1995) — американська вчена: ботанік, палеонтолог, геолог. Вивчала палеонтологію та геологію в Університеті Айови. Разом зі своїм чоловіком Керроллом Лейном Фентоном вона написала десятки наукових книг, у тому числі «Records of Evolution» (1924), «Land We Live On» (1944) та «Worlds in the Sky» (1963).

## Юні роки та навчання
Мілдред Адамс народилася поблизу Вест-Бранч (Айова), у сім'ї Оллі Адамса та Мері Енн Єттер Адамс. Вона закінчила Чиказький університет, де під час навчання познайомилася зі своїм чоловіком Керролом Лейном Фентоном.
Окрім значного наукового внеску, подружжя написало п’ятдесят книг на загальнонаукові теми, а фотографії зроблені Мілдред часто використовувалися як ілюстрації до публікацій.

## Особисте життя
Мілдред Адамс і Керролл Лейн Фентон одружилися в 1921 році. Подружжя створило стипендіальний фонд для студентів хопі в Університеті Північної Аризони. У свої останні роки Мілдред багато подорожувала, в тому числі відвідувала Австралію та Росію. Керролл помер у 1969 році, а Мілдред померла у 1995 році у віці 96 років у Айова-Сіті.

### Наукові публікації
- "Some Black River Brachiopods from the Mississippi Valley" (1922)[11]
- "Nortonechinus, a Devonian Echinoid" (1923)[12]
- The Stratigraphy and Fauna of the Hackberry Stage of the Upper Devonian (1925)[13]
- "A New Species of Schizophoria from the Devonian of Iowa" (1928)[14]
- "Notes on Several forms of Lichenocrinus from Black River Formations" (1929, solo author)[15]
- "Some Snail Borings of Paleozoic Age" (1931)[16]
- "Boring Sponges in the Devonian of Iowa" (1932)[17]
- "Orientation and Injury in the Genus Atrypa" (1932)[18]
- "Hail Prints and Mud-Cracks of Proterozoic Age" (1933)[19]
- "Algal Reefs or Bioherms in the Belt Series of Montana" (1933)[20]
- "Atrypae described by Clement L. Webster and related forms (Devonian, Iowa)" (1935)[21]
- "Burrows and Trails from Pennsylvanian Rocks of Texas" (1937)[22]
- "Belt Series of the North: Stratigraphy, Sedimentation, Paleontology" (1937)[23]
- "Archaeonassa: Cambrian Snail Trails and Burrows" (1937)[24]
- "Pre-Cambrian and Paleozoic Algae" (1939)[25]

### Загальнонаукові книги
- Records of Evolution (1924)
- The World of Fossils (1933)
- The Rock Book
- Land We Live On (1944)
- Rocks and Their Stories (1951)
- Riches from the Earth (1953)[26]
- The Fossil Book: A Record of Prehistoric Life (1958)[27]
- Worlds in the Sky (1963)
- Mountains (1969)[28]